# Relikwiarz komtura Dagistra von Loricha

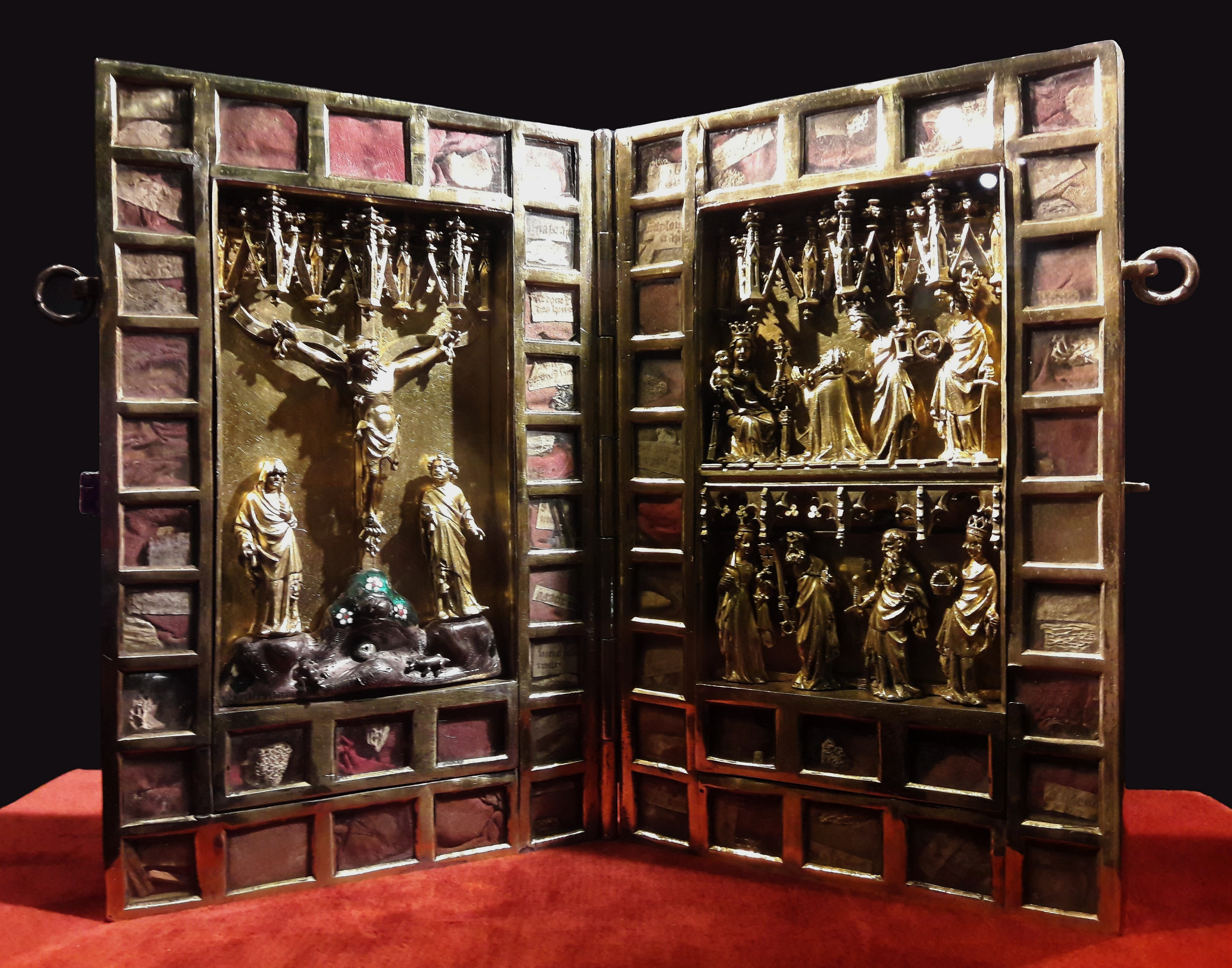
Relikwiarz Dagistra von Lorich, skrzydła awersów (2017)

Relikwiarz Thielego Dagistra von Loricha, znany w literaturze również jako Dyptyk elbląski – relikwiarz wykonany w 1388 na zlecenie komtura Thielego Dagistra von Loricha. W 1410 zdobyty przez wojska króla Władysława II Jagiełły najpewniej podczas bitwy pod Grunwaldem a następnie ofiarowany przez polskiego monarchę katedrze w Gnieźnie. Relikwiarz zawiera relikwie i pamiątki św. Marii z Nazaretu i innych świętych, których kult upowszechnił się w państwie krzyżackim, m.in. Barbary i Katarzyny. Cenny przykład krzyżackiego rzemiosła artystycznego doby gotyku, łączący rzeźbę ze złotnictwem.

## Historia dzieła
Dyptyk określony przez fundatora jako Thofil (tablica) wykonany został dla kaplicy zamkowej w Elblągu. Twórcami dzieła byli przypuszczalnie miejscowi złotnicy, znający sztukę gotycką Dolnej Nadrenii. Prawdopodobnie służył jako przedmiot kultu podczas wielkiej wojny polsko-krzyżackiej, który zdobyli polscy rycerze na polach grunwaldzkich. Król Władysław Jagiełło przekazał tę zdobycz za zgodą papieża Jana XXIII (antypapież, obediencji pizańskiej, lecz uznany przez część państw Europy, w tym Królestwo Polskie jako prawowity papież) arcybiskupowi gnieźnieńskiemu Mikołajowi Kurowskiemu. W skarbcu katedry gnieźnieńskiej był przechowywany do roku 1823, kiedy to podarowano dzieło następcy tronu pruskiego Fryderykowi Wilhelmowi IV. Jeszcze w tym samym roku za pośrednictwem nadprezydenta Prus Zachodnich Heinricha Theodora von Schöna relikwiarz został przekazany do zamku w Malborku.
W 1945 relikwiarz został ukryty przez wycofującą się załogę niemiecką w ścianie skarbca zniszczonego podczas walk o Malbork zamku. W 1946 został przekazany jako powtórne trofeum wojenne do zbiorów warszawskiego Muzeum Wojska Polskiego. W ramach obchodów 600-lecia zwycięstwa grunwaldzkiego był prezentowany w zamku królewskim na Wawelu w Krakowie na wystawie czasowej pt: Na znak świetnego zwycięstwa, której główną część ekspozycji tworzyły trofea grunwaldzkie ofiarowane przez króla kościołom m.in. w Krakowie, Gnieźnie, Poznaniu, Nowym Sączu i Sandomierzu.

## Opis i analiza

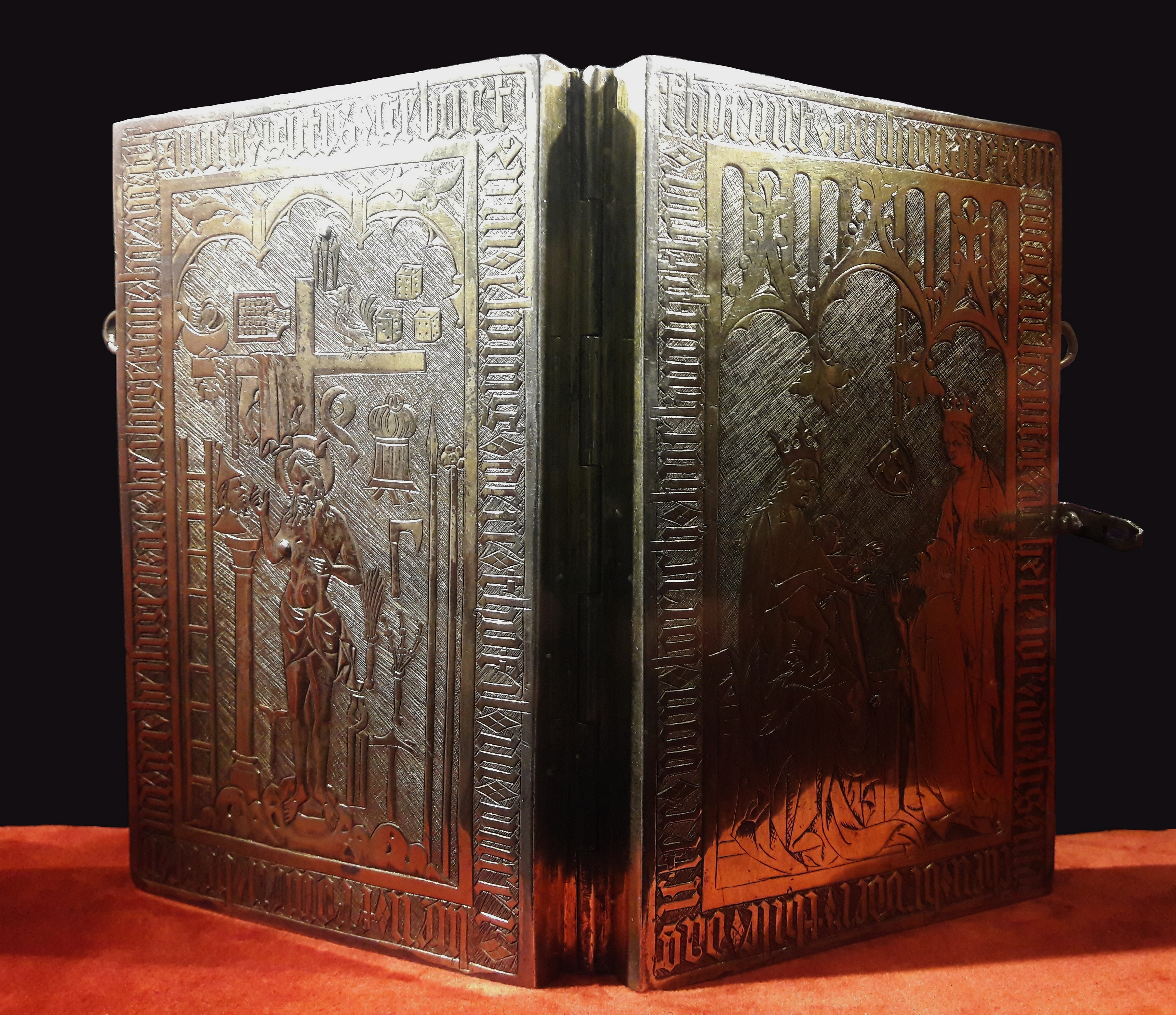
Relikwiarz Dagistra von Lorich – widok na skrzydła rewersów

Relikwiarz ma formę dyptyku. Połączone za pomocą zawiasu skrzydła były zamykane za pomocą zachowanej klamry. Na rewersach zostały wygrawerowane sceny otoczone bordiurą, którą tworzy inskrypcja wykonana gotycką minuskułą. Treść inskrypcji brzmi: + noch gotis gegort | thvevnt drihvdirt ior | vnde ach vnde achzic ior do lis ma | chen brvder thile dag | icter von lorich hvckvmpthvr | zum elving dece thofil in vncer | liven frowen here v | nde der heilige der heilgetvn hy in ict. Ponadto rewersy zdobią przedstawienia figuralne; lewe skrzydło ukazuje Chrystusa jako Vir Dolorum ukazujący swoje rany, w tle znajduje się krzyż oraz liczne Arma Christi. W prawym skrzydle wygrawerowano polecanego przez świętą Barbarę fundatora w stroju krzyżackim modlącego się do Marii z Dzieciątkiem. Obie sceny są wpisane w arkady zamknięte trójlistnie, obok wizerunku Dagistra von Loricha wygrawerowano zwisającą na łańcuchu tarczę herbową fundatora przedstawiającą trzy młoty.
Tablice awersów mieszczą repozytorium na relikwie, które składa się z pięćdziesięciu ośmiu czworobocznych kwater. Obramują one wielopostaciowe przedstawienia wykonane w pełnoplastycznym odlewie. Na lewym skrzydle (na rewersie znajduje się Vir Dolorum) ukazano Grupę Ukrzyżowania – Chrystusa na krzyżu, któremu towarzyszą Maryja i święty Jan Ewangelista. Chrystus wisi na krzyżu typu mistycznego, postawionego na pagórku, na którym misternie wygrawerowano rośliny; kwiaty pokryte są emalią, ponadto wśród roślin ukazano jaszczurkę i żabę. Prawe skrzydło awersu (odpowiadające scenie modlitwy fundatora na rewersie) podzielone jest na dwie strefy. W górnej znajduje się pełnoplastyczna wersja modlitwy fundatora do Marii z Dzieciątkiem, przy czym komtura proteguje prócz świętej Barbary święta Katarzyna Aleksandryjska. W dolnej kondygnacji znajdują się przedstawienia świętych: Małgorzaty, Piotra, Pawła i Doroty. Wszystkie sceny są zwieńczone ozdobnymi ażurowymi baldachimami, z elementami typowymi dla architektury gotyckiej – wimpergami i fialami (Grupa Ukrzyżowania i scena z fundatorem) oraz trójlistnymi łukami przedzielonymi szkarpami.
Elbląski relikwiarz Dagistra von Loricha jest przykładem relikwiarza typu tablicowego – którego tradycja sięga XI wieku – upowszechnionego w XIV wieku. Na terenie państwa krzyżackiego dzieła tego typu pojawiły się na przełomie XIV i XV wieku jako części wyposażenia kaplic zamkowych. Źródło, którym jest księga podskarbiego z Malborka, nie opisuje dokładnie tego typu relikwiarzy. Spośród nich do dziś zachował się dyptyk elbląski, wyróżniający się sposobem ukazania fundatora, który nie jest odsunięty od toku przedstawienia, lecz wpisuje się w treść – jest postacią równorzędną w relacji do Marii i świętych. Jest to cecha charakterystyczna dla silnie ukształtowanej w XIV stuleciu sztuki dworskiej, gdzie ostentacyjnie eksponowano dobroczyńców i notabli, których mecenat nad sztuką sakralną był znaczący. Motyw ten silnie rozwinął się we Francji, zwłaszcza w malarstwie miniaturowym, złotnictwie i plastyce z kości słoniowej. Od strony formalnej, niektóre detale elbląskiego dyptyku relikwiarzowego mają analogie do sztuki dolnoreńskiej. Widoczny jest kontrast pomiędzy niektórymi szczegółami, zwłaszcza pomiędzy Ukrzyżowanym z awersu a figurkami świętych, stąd też istnieje przypuszczenie iż dzieło zrealizował mistrz złotnik i jego pomocnicy. Postać Chrystusa ukrzyżowanego cechuje oprócz ogólnej poprawności anatomicznej celowa deformacja, ekspresyjne podkreślenie rąk i stóp a także skrzepów krwi. Postaci Marii i św. Jana cechuje ekspresja pozy. Natomiast silnie zmanieryzowane figurki świętych z prawego skrzydła awersu zostały odlane z gotowych modeli.
Postać Męża Boleściwego z rewersu jest otoczona dwudziestoma dwoma narzędziami Męki Pańskiej nawiązującymi do Pasji, począwszy od Pojmania (lampa) po Zdjęcie z Krzyża (drabina, obcęgi); pojawiają się też narzędzia ciesielskie – siekiera i wiertło. W dyptyku elbląskim po raz pierwszy w przedstawieniach Arma Christi pojawiła się misa z dwoma dłońmi, co jest odniesieniem do umycia rąk przez Piłata. Przedstawienie Vir Dolorum było powszechne w gotyku w epitafiach i obrazach wotywnych ze względu na wstawiennictwo Chrystusa za grzeszników, także po jego śmierci. Relikwiarz Dagistra von Loricha jest świadectwem powszechnego w XIV wieku kultu ran Chrystusa i Krwi Pańskiej. Na terenie Państwa Zakonnego głównym ośrodkiem kultu Krwi Świętej był Bisztynek, gdzie po 1385 podczas mszy z okazji konsekracji tamtejszego kościoła odprawianej przez biskupa Henryka III Sorboma miał miejsce cud eucharystyczny; podczas podniesienia miały spłynąć z hostii na stół ołtarzowy krople krwi. Ponadto w elbląskiej kaplicy zamkowej przechowywano relikwiarz Krwi Pańskiej, podarowany Krzyżakom przez cesarza Fryderyka II Hohenstaufa.
Zgodnie z treścią inskrypcji relikwiarz jest znakiem czci Marii i świętych przez Dagistra von Loricha. Przedstawienia zdobiące dyptyk obrazują zbawczy wymiar cierpienia Chrystusa dla człowieka, a łaski są rozdawane w hieratycznym porządku. Główną pośredniczką była Maria, która rozdawała następnie łaski świętym, ci zaś ludzkości. Zestawienie scen pasyjnych z Marią, świętymi Dziewicami, apostołami Piotrem i Pawłem oraz z licznymi relikwiami także innych świętych ilustrują „promieniowanie” zbawienia, które rozpoczyna się od Chrystusa. Kult relikwii zarówno jak Męki Pańskiej, Marii i świętych nasilił się na dworze cesarskim Karola IV Luksemburskiego a także na dworze królewskim Karola V Mądrego, co egzemplifikują takie fundacje jak relikwiarze akwizgrańskie, relikwiarz Ciernia Chrystusowego (obecnie w Walters Art Museum w Baltimore), krzyż z Karlštejna, krzyż relikwiarzowy w skarbcu katedry Św. Wita w Pradze oraz tzw. libretto w którym Karol V  przechował niektóre relikwie otrzymane w 1247 przez Ludwika IX Świętego. 

## Relikwiarz jako trofeum grunwaldzkie
Kronikarz Jan Długosz w sposób dość szczegółowy opisał wojnę polsko-krzyżacką, w tym bogate łupy, które za specjalnym zezwoleniem nadanym przez Jana XXIII król Władysław Jagiełło rozdał kościołom na terenie Królestwa Polskiego. Podczas zdobycia zamku w Brodnicy Władysław Jagiełło „w kaplicy zamkowej znalazł bardzo pięknie zdobyte w drewnie rzeźby” i „dał je wraz z wziętym później z Brodnicy srebrnym pozłacanym krzyżem kościołowi Najświętszej Marii Panny w Sandomierzu”. W brodnickim zamku znajdowały się „również piękne obrazy w złotych i srebrnych ramach, oranty, krzyże i ozdoby oraz wiele klejnotów”. Jagiełło podarował część zdobyczy „katedrze krakowskiej, znaczniejsze skarby i klejnoty przydzielił katedrze wileńskiej i kościołom na Litwie”. W Dzierżgoniu po zdobyciu zamku wyniesiono Biblię Luthera z Brunszwiku – komtura dzierżgońskiego i wielkiego mistrza w latach 1331–1335 – ofiarowaną katedrze krakowskiej (obecnie w Archiwum Kapitulnym na Wawelu) oraz prawdopodobnie obraz Trzy Święte Dziewice obecnie w Muzeum Diecezjalnym w Sandomierzu. Inne zdobycze ofiarowane małopolskim kościołom to drewniane figury apostołów darowane kolegiacie Św. Małgorzaty w Nowym Sączu i relikwiarz komtura kowalewskiego Henryka von Bode, ofiarowany kościołowi Św. Floriana na Kleparzu w Krakowie. Jagiełło rozdał relikwie także w Wielkopolsce. Katedra gnieźnieńska otrzymała relikwiarz Dagistra von Loricha, poznański kościół Bożego Ciała złoconą monstrancję.
Z symbolicznego punktu widzenia głównymi darami były chorągwie krzyżackie zawieszone jako wotum przy ołtarzu św. Stanisława w katedrze krakowskiej oraz płaszcz Ulricha von Jungingena przerobiony na ornat podarowany kościołowi w Kijach. Na znak grunwaldzkiego zwycięstwa miał powstać na polach bitwy klasztor i kościół Najświętszego Zbawiciela, zaś jako wotum powstał w Lublinie kościół i klasztor Brygidek. Dzień Rozesłania Apostołów i bitwy grunwaldzkiej, 15 lipca, został ustanowiony jako pierwsze polskie święto narodowe.